# Europese kampioenschappen boogschieten 2016 (outdoor)
De Europese kampioenschappen boogschieten 2016 waren door World Archery Europe (WAE) georganiseerde kampioenschappen voor boogschutters. De 24e editie van de Europese kampioenschappen outdoor vonden plaats in het Britse Nottingham van 23 tot 29 mei 2016.

## Resultaten

### Recurve

#### Individueel
|        | Heren                  | Dames                    |
| ------ | ---------------------- | ------------------------ |
| Goud   | Jean-Charles Valladont | Veronika Marchenko       |
| Zilver | Mete Gazoz             | Toejana Dasjidorzjiejeva |
| Brons  | Patrick Huston         | Lisa Unruh               |
| 4e     | Lucas Daniel           | Anastasia Pavlova        |
| 5e     | Matija Mihalić         | Veronika Tschalova       |
| 6e     | David Pasqualucci      | Ksenia Perova            |
| 7e     | Paweł Marzec           | Elena Richter            |
| 8e     | Bard Nesteng           | Inna Stepanova           |

#### Teams
|        | Heren                                                                         | Dames                                                    | Gemengd                                            |
| ------ | ----------------------------------------------------------------------------- | -------------------------------------------------------- | -------------------------------------------------- |
| Goud   | Arsalan Baldanov Alexandr Kozhin Vitali Popov                                 | Anastasia Pavlova Veronika Marchenko Lidia Sitsjennikova | Alexandra Mîrca Dan Olaru                          |
| Zilver | Larry Godfrey Patrick Huston Kieran Slater                                    | Kristine Esebua Yulia Lobzhenidze Jatuna Narimanidze     | Bérengère Schuh Jean-Charles Valladont             |
| Brons  | Robin Ramaekers Ben Adriaensen Nico Thiry                                     | Elena Richter Lisa Unruh Veronika Tschalova              | Anastasia Pavlova Viktor Roeban                    |
| 4e     | Miguel Pifarre Trujillo Juan Ignacio Rodriguez Liebana Miguel Alvarino Garcia | Bryony Pitman Amy Oliver Naomi Folkard                   | Yasemin Anagöz Mete Gazoz                          |
| 5e     | Florian Faber Thomas Aubert Thomas Rufer                                      | Yasemin Anagöz Gülnaz Coşkun Aybüke Aktuna               | Toejana Dasjidorzjiejeva Arsalan Baldanov          |
| 6e     | Gaspar Strajhar Rok Bizjak Klemen Strajhar                                    | Toejana Dasjidorzjiejeva Ksenia Perova Inna Stepanova    | Hanna Marusava Anton Prilepov                      |
| 7e     | Mauro Nespoli David Pasqualucci Michele Frangilli                             | Guendalina Sartori Vanessa Landi Claudia Mandia          | Adriana Rosa Martín Lázaro Miguel Pifarre Trujillo |
| 8e     | Mete Gazoz Yağız Yılmaz Fatih Bozlar                                          | Carina Christiansen Maja Jager Anne Marie Laursen        | Taru Kuoppa Antti Tekoniemi                        |

### Compound

#### Individueel
|        | Heren            | Dames                |
| ------ | ---------------- | -------------------- |
| Goud   | Stephan Hansen   | Sarah Prieels        |
| Zilver | Peter Elzinga    | Alexandra Savenkova  |
| Brons  | Dominique Génet  | Maria Vinogradova    |
| 4e     | Ivan Markes      | Amélie Sancenot      |
| 5e     | Alberto Blazquez | Marcella Tonioli     |
| 6e     | Samet Can Yakalı | Andrea Marcos Garcia |
| 7e     | Emre Çömez       | Inge van Caspel      |
| 8e     | Nico Wiener      | Irina Markovic       |

#### Teams
|        | Heren                                                  | Dames                                                 | Gemengd                               |
| ------ | ------------------------------------------------------ | ----------------------------------------------------- | ------------------------------------- |
| Goud   | Stephan Hansen Andreas Darum Martin Damsbo             | Yesim Bostan Ayse Bera Suzer Evrim Saglam             | Marcella Tonioli Federico Pagnoni     |
| Zilver | Anton Bulaev Alexander Dambaev Viktor Kalashnikov      | Maria Vinogradova Albina Loginova Alexandra Savenkova | Toja Ellison Dejan Sitar              |
| Brons  | Dominique Génet Jean Philippe Boulch Sebastien Peineau | Martine Couwenberg Inge van Caspel Irina Markovic     | Andrea Marcos Garcia Alberto Blazquez |
| 4e     | Alberto Blasquez Ramon Lopez Victor Canalejas Tejero   | Naomi Jones Daisy Clark Andrea Gales                  | Sarah Sönnichsen Stephan Hansen       |
| 5e     | Hampus Borgström Anders Malm Magnus Carlsson           | Laura Longo Marcella Tonioli Irene Franchini          | Amélie Sancenot Dominique Génet       |
| 6e     | Emre Çömez Demir Elmaagacli Samet Can Yakali           | Kristina Heigenhauser Janine Meissner Velia Schall    | Yesim Bostan Emre Çömez               |
| 7e     | Mike Schloesser Peter Elzinga Thomas Van Eil           | Sandrine Vandionant Amélie Sancenot Lucie Burnet      | Laila Fevang Marzouk Njål Åmås        |
| 8e     | Roman Häfelfinger Patrizio Hofer Kevin Burri           | Sarah Sönnichsen Tanja Jensen Erika Anear             | Katarzyna Szalanska Jan Wojtas        |

### Medaillespiegel
| Plaats | Land                | Goud | Zilver | Brons | Totaal |
| 1      | Oekraïne            | 2    | 0      | 1     | 3      |
| 2      | Denemarken          | 2    | 0      | 0     | 2      |
| 3      | Rusland             | 1    | 4      | 1     | 6      |
| 4      | Frankrijk           | 1    | 1      | 2     | 4      |
| 5      | Turkije             | 1    | 1      | 0     | 2      |
| 6      | België              | 1    | 0      | 1     | 2      |
| 7      | Italië              | 1    | 0      | 0     | 1      |
| 7      | Moldavië            | 1    | 0      | 0     | 1      |
| 9      | Nederland           | 0    | 1      | 1     | 2      |
| 9      | Verenigd Koninkrijk | 0    | 1      | 1     | 2      |
| 11     | Georgië             | 0    | 1      | 0     | 1      |
| 11     | Slovenië            | 0    | 1      | 0     | 1      |
| 13     | Duitsland           | 0    | 0      | 2     | 2      |
| 14     | Spanje              | 0    | 0      | 1     | 1      |
| Totaal | Totaal              | 10   | 10     | 10    | 30     |